# بانک خصوصی

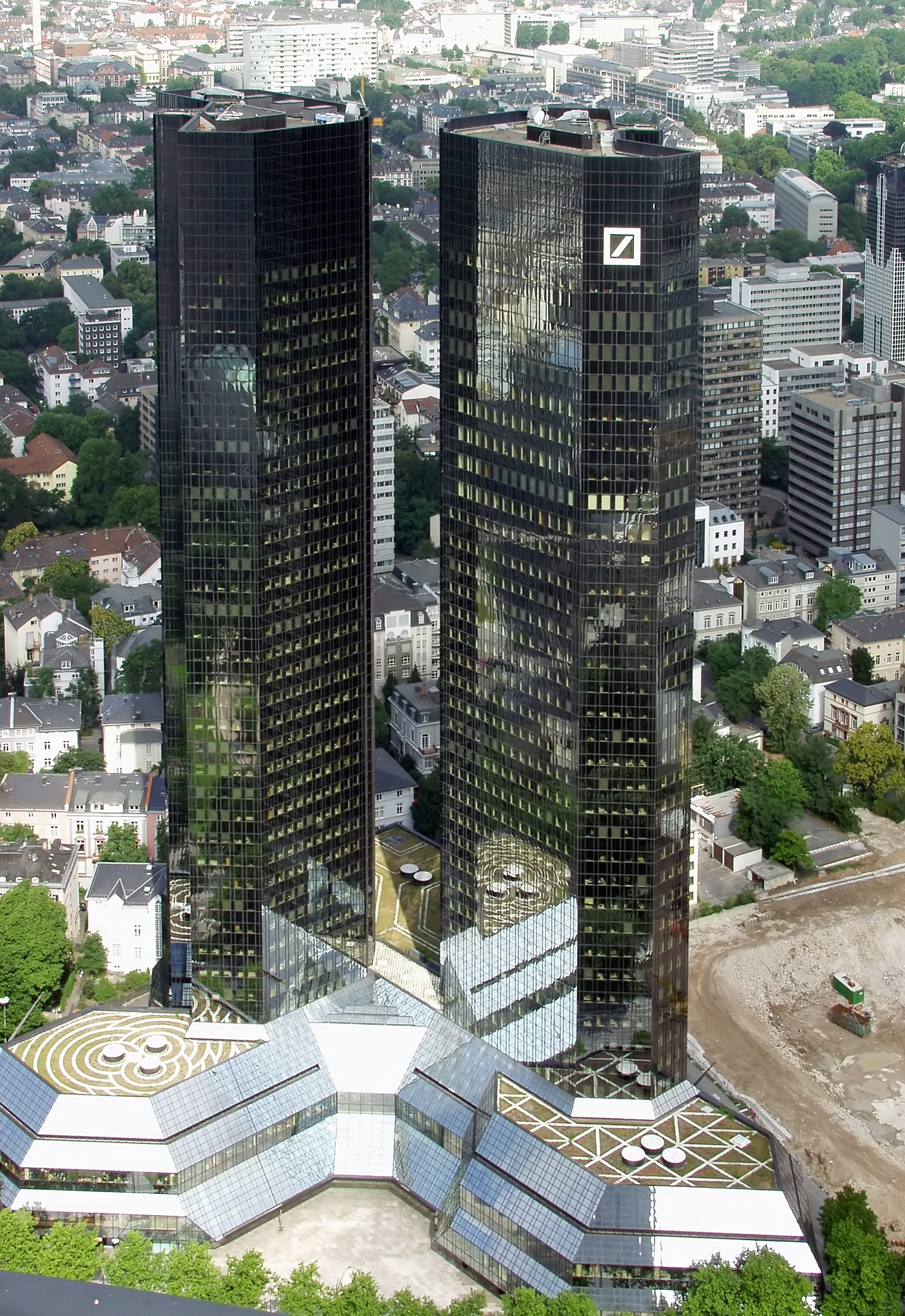
تصویر یک ساختمان بانک

بانک خصوصی بانکی که به موجب قانون و با عنایت به موضوع ماده (۴) قانون محاسبات عمومی کشور و ماده (۸۶) قانون سیاست‌های کلی اصل (۴۴)، با مالکیت و مدیریت اشخاص غیردولتی، با مجوز بانک مرکزی که به دستور رئیس آن باشد و براساس مقررات مرتبط تأسیس می‌گردد و می‌تواند در چهارچوب قوانین و مقررات مربوط به کلیه عملیات مجاز بانکی مبادرت نماید.

## بانک خصوصی در ایران
پس از پیروزی انقلاب اسلامی تمامی بانک‌های خصوصی در ایران بر اساس اصل ۴۴ قانون اساسی، دولتی اعلام شدند. و بدین ترتیب تا چندین سال بانکهای خصوصی از ایران رخت بربسته و جای خود را به نظام بانکی یکپارچه دولتی دادند. اما رفته رفته تأسیس موسسه‌های مالی اعتباری از سال ۱۳۷۶ زمینه‌ساز تأسیس بانک‌های خصوصی شد. نهایتاً بانک مرکزی در اسفند ۱۳۷۷ موافقت خود را با تأسیس بانک‌های خصوصی اعلام کرد.

## فهرست بانکهای خصوصی در ایران
- بانک اقتصاد نوین
- بانک پارسیان
- بانک کارآفرین
- بانک سامان
- بانک پاسارگاد
- بانک سرمایه
- بانک سینا (وابسته به بنیاد مستضعفان)[۴]
- بانک شهر (وابسته به شهرداری تهران)
- بانک دی (وابسته به بنیاد شهید)[۴]
- بانک انصار (وابسته به سپاه پاسداران)[۴]
- بانک تجارت
- بانک رفاه کارگران
- بانک حکمت ایرانیان (وابسته به ارتش)[۴]
- بانک گردشگری
- بانک ایران زمین
- بانک خاورمیانه
- بانک آینده
- بانک مهر اقتصاد (وابسته به بنیاد تعاون سازمان بسیج مستضعفین)[۵]